# Michał Stempkowski

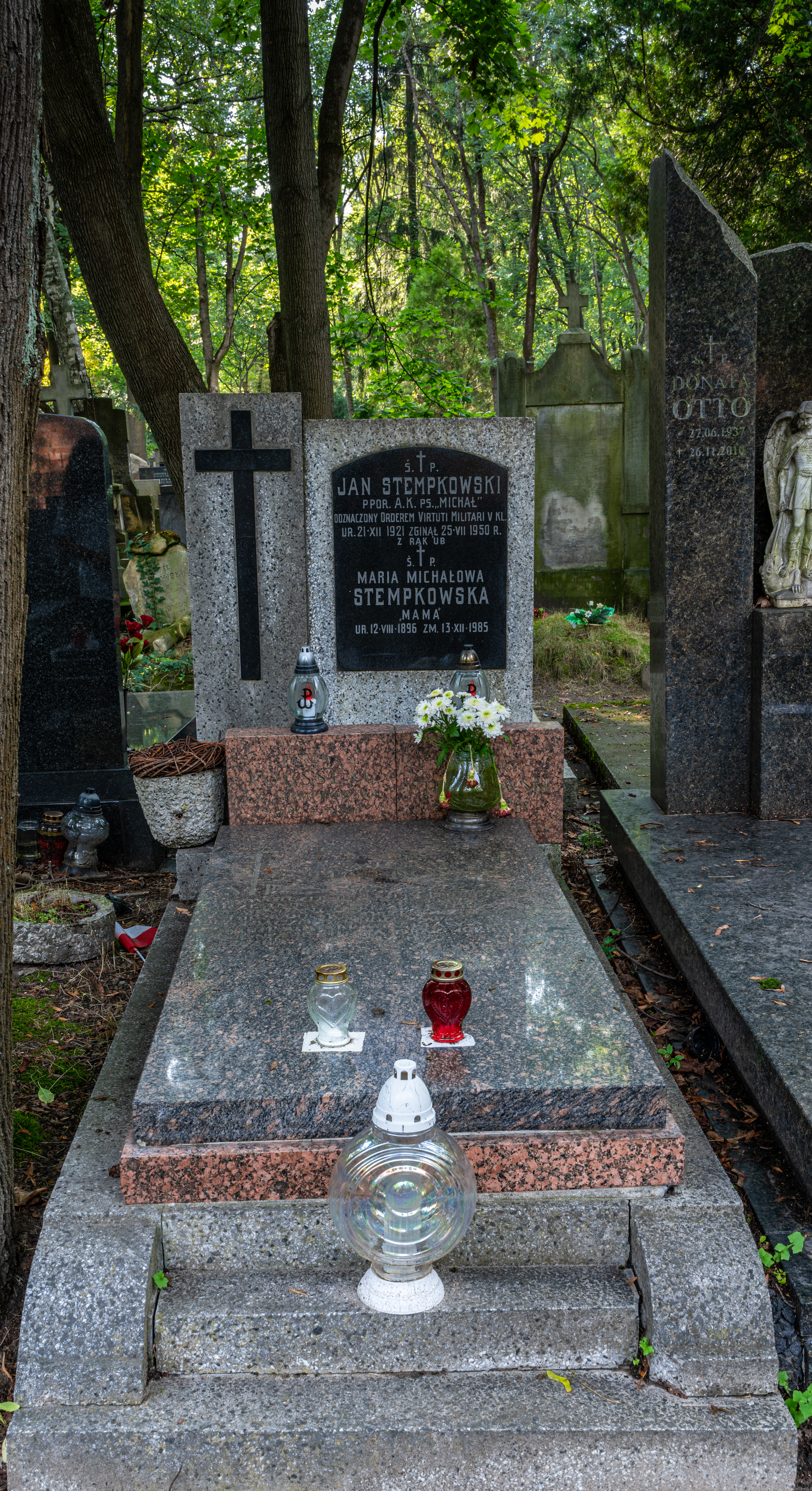
Grób Michała Stempkowskiego na cmentarzu Powązkowskim

Michał Stempkowski, ps. „Grzegorz”, „Barbara” (ur. 19 września 1896 w Owadnie, zm. 21 lipca 1988 w Warszawie) – pułkownik kawalerii Wojska Polskiego, dwukrotny kawaler Orderu Virtuti Militari.

## Życiorys
Urodził się w chłopskiej rodzinie Jana i Wandy z Kaczkowskich . Absolwent Szkoły Handlowej Edwarda Rontalera  w Warszawie (1908–1912), uzyskał maturę w Gimnazjum Realnym w Równem (1913) i rozpoczął studia w Wyższej Szkole Leśnej w morawskim Reichstacie. 
Po wybuchu I wojny światowej służył ochotniczo w armii carskiej i ukończył w stopniu chorążego Nikołajewską Szkołę Piechoty. Od 1 listopada 1917 do maja 1918 w I Korpusie Polskim, uczestniczył w walkach z bolszewikami. Po powrocie na Kielecczyznę w miesiąc później, wraz z utworzonym przez siebie 300-osobowym oddziałem Polskiej Organizacji Wojskowej, rozbrajał Austriaków w Szczekocinach, a później jako porucznik kawalerii Wojska Polskiego (od 12 listopada 1918) walczył z wojskami niemieckimi na Podlasiu i sowieckim w czasie wojny z bolszewikami. 
3 maja 1922 roku został zweryfikowany w stopniu rotmistrza ze starszeństwem z dniem 1 czerwca 1919 roku i 152. lokatą w korpusie oficerów jazdy (od 1924 roku – kawalerii). Jego oddziałem macierzystym był nadal 1 pułk szwoleżerów Józefa Piłsudskiego w Warszawie. Z dniem 30 września 1923 roku, na własną prośbę, został przeniesiony do rezerwy. 9 lutego 1928 roku, jako oficer rezerwy został powołany do służby czynnej i w wyznaczony na stanowisko dowódcy plutonu w 3. szwadronie 1 pułku szwoleżerów. 7 maja 1930 roku powierzono mu obowiązki oficera mobilizacyjnego pułku . 15 maja 1930 roku został przemianowany na oficera zawodowego w stopniu rotmistrza ze starszeństwem z dniem 1 lipca 1919 roku i 2,5. lokatą w korpusie oficerów kawalerii.
17 grudnia 1931 roku został mianowany majorem ze starszeństwem z dniem 1 stycznia 1932 roku i 5. lokatą w korpusie oficerów kawalerii. 23 marca 1932 roku został wyznaczony na stanowisko kwatermistrza 1 pułku szwoleżerów w Warszawie. 7 czerwca 1934 roku został przeniesiony do Korpusu Ochrony Pogranicza na stanowisko Inspektora Środkowej Grupy Szwadronów KOP. W marcu 1938 roku został przeniesiony do 4 pułku strzelców konnych w Płocku na stanowisko zastępcy dowódcy pułku. Na stopień podpułkownika został mianowany ze starszeństwem z dniem 19 marca 1939 roku i 11. lokatą w korpusie oficerów kawalerii.
W grudniu 1942 roku został wyznaczony na stanowisko komendanta Okręgu Łódzkiego Armii Krajowej. Obowiązki objął w styczniu następnego roku. 2 października 1944 roku został mianowany pułkownikiem ze starszeństwem z dniem 3 maja 1944 roku w korpusie oficerów kawalerii. 25 stycznia 1945 roku wydał rozkaz o rozwiązaniu Armii Krajowej na terenie podległego mu Okręgu . 
Po wojnie był represjonowany i inwigilowany przez NKWD oraz UB, skazany na 10 lat więzienia w zawieszeniu na dwa lata, a następnie pracował na stanowiskach kierowniczych w rolnictwie do emerytury (1964), podczas której działał społecznie aż do śmierci. Pochowany na cmentarzu Powązkowskim (kwatera 196-3-8).Pośmiertnie awansowany na generała brygady przez rząd RP na uchodźctwie  
Michał Stempkowski był żonaty z Marią z Kuglerów (1896–1985), z którą miał dwóch synów: Jana, ps. „Michał” (1921–1950) i Stefana (1930–zm. w czasie okupacji) oraz dwoje dzieci zmarłych w wieku niemowlęcym .

## Ordery i odznaczenia
- Krzyż Złoty Orderu Wojennego Virtuti Militari nr 194[2]
- Krzyż Srebrny Orderu Wojskowego Virtuti Militari[11] nr 1388 – 30 czerwca 1921[12][1]
- Krzyż Oficerski Orderu Odrodzenia Polski[11]
- Krzyż Walecznych czterokrotnie[13]
- Krzyż Walecznych dwukrotnie[11]
- Medal Wojska czterokrotnie[11]
- Złoty Krzyż Zasługi z Mieczami[11]
- Medal Niepodległości – 23 grudnia 1933[14][1]
- Srebrny Krzyż Zasługi z Mieczami[2]
- Srebrny Krzyż Zasługi – 10 grudnia 1930[15][1]
- Medal Pamiątkowy za Wojnę 1918–1921[16][1]
- Medal Dziesięciolecia Odzyskanej Niepodległości[1][2]
- Krzyż Armii Krajowej[16]
- Krzyż Partyzancki[11]
- Medal „Pro Fide et Patria”[11]
- Krzyż Oficerski Orderu Korony Rumunii (Rumunia, 1929)[1][17][2]
- Krzyż Złoty Odznaki Honorowej za Zasługi (Austria)[1][2]
- Medal Zwycięstwa (Médaille Interalliée)[1][2]